# Mark Slaughter
Mark Slaughter, all'anagrafe Mark Allen Slaughter (Las Vegas, 4 luglio 1964), è un cantante heavy metal statunitense.
È particolarmente noto per essere stato membro dei Vinnie Vincent Invasion e successivamente frontman degli Slaughter.

## Biografia
Mark iniziò a dedicarsi alla musica all'età di 11 anni imparando a suonare chitarra e tastiere.
In origine militò in alcune band minori come Roz Parade e Xcursion con cui pubblicò un EP nel 1983 e il full-length Ready to Roll nel 1984 per la Rampage Records (album ristampato nel 1999 dalla Old Metal Records). Negli Xcursion militava anche il futuro batterista dei Cold Sweat Anthony White. Venne poi notato dal virtuoso Vinnie Vincent, reduce da un'esperienza nei Kiss. Vincent invitò Slaughter a far parte del suo progetto, i Vinnie Vincent Invasion, in sostituzione al precedente Robert Fleischman. Egli accettò la proposta, ed entrò nella band nel 1986. Con il gruppo pubblicò l'album All Systems Go nel 1988, ma nello stesso anno la band si sciolse a causa di diverbi interni tra Slaughter e Vincent.
Pochi mesi dopo fondò gli Slaughter con l'ex bassista dei Vinnie Vincent Invasion Dana Strum. Il gruppo ottenne grande successo con l'album di debutto, grazie a singoli come Up All Night e Fly to the Angels. 
Nel 2015 Mark Slaughter ha pubblicato il suo primo album da solista intitolato Reflections in a Rear View Mirror.
Attualmente vive a Nashville, Tennessee con sua moglie e due figli, Brandon e Elijah.

## Discografia

### Da solista
- 2015 - Reflections in a Rear View Mirror
- 2017 - Halfway There

### Con gli Slaughter

#### Album in studio
- 1990 - Stick It to Ya
- 1992 - The Wild Life
- 1995 - Fear No Evil
- 1997 - Revolution
- 1999 - Back to Reality

#### Live
- 1990 - Stick It Live
- 1998 - Eternal Live
- 2002 - Extended Versions

#### Raccolte
- 1995 - Mass Slaughter: The Best of Slaughter
- 2002 - Then and Now
- 2006 - The Best of Slaughter

### Altri album
- 1984 - Xcursion - Ready to Roll
- 1988 - Vinnie Vincent Invasion - All Systems Go
- 1991 - Chrissy Steele - Magnet to Steele
- 2001 - George Lynch - Will Play for Food
- 2002 - Vinnie Vincent Invasion - Archive Volumes I: Speedball Jamm
- 2005 - M.S.G. - Heavy Hitters

### Tribute album
- 1996 - Working Man - Tribute to Rush
- 1997 - Dragon Attack: A Tribute to Queen
- 1999 - Not the Same Old Song and Dance: Tribute to Aerosmith
- 2000 - Little Guitars: A Tribute to Van Halen
- 2000 - Randy Rhoads Tribute
- 2000 - Bat Head Soup: A Tribute to Ozzy
- 2004 - Spin the Bottle: An All-Star Tribute to Kiss
- 2005 - Numbers from the Beast: An All Star Salute to Iron Maiden
- 2006 - '80s Metal - Tribute to Van Halen